# Dendronephthya costatorubra
Dendronephthya costatorubra is een zachte koraalsoort uit de familie Nephtheidae. De koraalsoort komt uit het geslacht Dendronephthya. Dendronephthya costatorubra werd in 1909 voor het eerst wetenschappelijk beschreven door Henderson. 